# Oreolalax multipunctatus
Espèce
Statut de conservation UICN

 EN  : En danger
Oreolalax multipunctatus est une espèce d'amphibiens de la famille des Megophryidae.

## Répartition
Cette espèce est endémique du centre de la province du Sichuan en Chine. Elle se rencontre entre 1 520 et 1 920 m d'altitude dans les xians de Emeishan et de Hongya,.

## Publication originale
- Wu, Zhao, Inger & Shaffer, 1993 : A new frog of the genus Oreolalax (Pelobatidae) from Sichuan, China. Journal of herpetology, vol. 27, no 4, p. 410-413.